# Jordan-River-Utah-Tempel

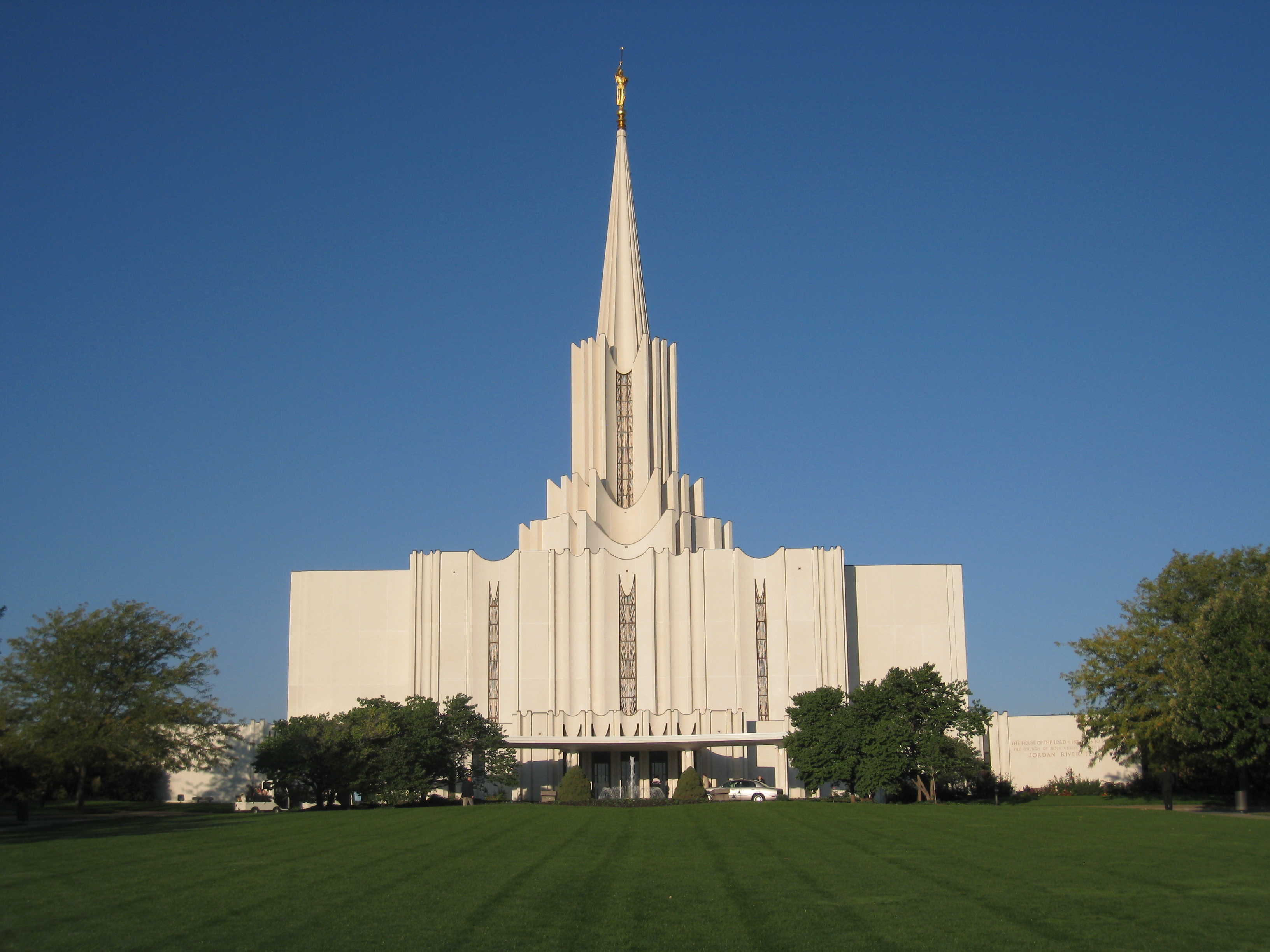
Jordan-River-Utah-Tempel

Jordan-River-Utah-Tempel (englisch: Jordan River Utah Temple, früher Jordan River Temple) ist ein Tempel der Kirche Jesu Christi der Heiligen der Letzten Tage in South Jordan, im Süden von Salt Lake City. Er wurde 1981 eingeweiht.
Der Jordan-River-Tempel entstand nach Plänen von Emil B. Fetzer, dem damaligen Hausarchitekten der LDS. Der Bau wurde am 3. Februar 1978 angekündigt, die Weihung des Baugrunds und der erste Spatenstich geschahen am 9. Juni 1979 unter Spencer W. Kimball. 1981 wurde der Tempel fertiggestellt, vom 29. September bis zum 31. Oktober waren die Tage der offenen Tür. Vom 16. bis zum 20. November wurde der Tempel durch Marion G. Romney geweiht.
Der Jordan-River-Tempel hat eine Raumfläche von etwa 13.800 Quadratmetern. Darin sind sechs Verordnungsräume und siebzehn Siegelungsräume enthalten. Er gehört zu den LDS-Tempeln mit der höchsten Kapazität. Der aus einem Material mit Fiberglas bestehende Turm erstreckt sich auf 66,75 Meter Höhe und trägt auf seiner Spitze eine Statue von Moroni mit Posaune und den Goldplatten, aus denen Joseph Smith das Buch Mormon geschrieben habe.